# André Castelot
Pour les articles homonymes, voir Castelot et Storms.
André Georges René Marie Storms, dit André Castelot, né le 23 janvier 1911 à Anvers et mort le 18 juillet 2004 à Neuilly-sur-Seine, est un historien, journaliste, biographe et scénariste français d'origine belge,.
Auteur de nombreux livres consacrés à l'Histoire, il n'hésitait pas à se transformer en reporter. Se rendre sur le terrain, affirmait-il, était le seul vrai moyen de « s'approcher au plus près de la vérité historique ».
Il travailla durant l'Occupation pour des périodiques collaborationnistes, ce qui lui valut à la Libération quelques mois de prison et d'interdiction de publier.

## Biographie

### Débuts
André Castelot est le fils du Belge Paul Storms et de la poétesse Gabrielle Castelot. 
En 1914, pour éviter l'invasion allemande, ses parents l'amènent en France. Il est naturalisé français en 1962. Son frère cadet, le futur comédien Jacques Castelot, naît en 1914. Tous deux ont pris comme pseudonyme le nom de jeune fille de leur mère, qui vit séparée de leur père.
André Castelot est élève au collège Gerson à Paris, puis à Sainte-Croix de Neuilly. Il passe son enfance à Versailles. Enfant, il est régulièrement emmené par sa mère le jeudi au château de Versailles puis au château de Fontainebleau et au palais du Louvre. Autodidacte, il ne fait pas d'études supérieures et n'a pas de formation d'historien. « J'ai fait les Arts décoratifs, puis du théâtre et de la critique littéraire », dit-il plus tard. Il a étudié à l'École nationale supérieure des arts décoratifs. En 1928, André Castelot et sa mère demandent à faire partie de la Société d'histoire et d'archéologie de Senlis ; il assiste ensuite à quelques séances. Il fait son service militaire en Belgique en 1933-1934.
Gabrielle Castelot rencontre l'écrivain Alphonse de Châteaubriant, et devient à la fois sa maîtresse et sa collaboratrice. André Castelot exerce la fonction de secrétaire particulier de celui-ci entre 1933 (ou 1934) et 1937,,. Il est aussi journaliste à partir de 1935, critique dramatique au quotidien Le Petit Journal jusqu'en janvier 1938,. Il est ensuite critique dramatique et correspondant du quotidien belge Le Pays réel et de La Presse de Rex, journaux du rexisme, le mouvement politique d'extrême droite de Léon Degrelle. En parallèle, il est le commentateur des actualités cinématographiques françaises France-actualités Gaumont.
Il s'essaye aussi au théâtre en 1938 ; il figure dans la troupe jouant une adaptation d'une pièce britannique, L'Emprise, au Théâtre des Deux-Masques, avec d'autres acteurs débutants.
Entre-temps, sa mère adhère à l'idéologie national-socialiste et entre en relation avec des Allemands, nazis convaincus.

### Sous l'Occupation
Mobilisé en 1939, il est démobilisé en juin 1940.
En 1940, Gabrielle Castelot devient secrétaire générale de la direction de La Gerbe, journal politique et littéraire collaborationniste fondé par Châteaubriant. André Castelot y travaille comme rédacteur spécialisé dans les actualités mondiales et comme critique dramatique. Le 17 juin 1943, il y publie une virulente critique de la pièce de théâtre Les Mouches de Jean-Paul Sartre puis, le 8 juin 1944, cette fois à propos de Huis Clos, réitère ses qualifications de « pourriture » et d'« abjection », demandant qu'on interdise la pièce, tout en reconnaissant le talent de Sartre. Il appelle à la création d'un « Conseil de l'Ordre des auteurs dramatiques ».
Il fournit aussi au journal ses premières enquêtes historiques sur la mort du roi Louis XVI pour le 21 janvier, le Paris de Louis-Philippe, la chute de Robespierre et son thème préféré entre tous : Louis XVII et Naundorff.
Il est également de septembre 1940 à mars 1944 chef de la rédaction parisienne de L'Écho de Nancy, un quotidien collaborationniste imprimé à Nancy qui a pris la suite du journal L'Est républicain. Possédé et dirigé par des Allemands, ce journal emploie des journalistes français,. Ce quotidien met à l'honneur sa rédaction parisienne et Castelot en juin 1942, à l'occasion de la venue dans ses locaux de Fernand de Brinon, en présence d'Alphonse de Châteaubriant, ces « deux amis du rapprochement franco-allemand ». Castelot y donne des contes, des critiques de pièces de théâtre et d'expositions dans sa rubrique « Lettre de Paris ». Il écrit aussi sur des personnages historiques comme Marie-Antoinette. Mais il écrit également sur le marché noir, affirme que l'Allemagne n'est pas responsable des restrictions alimentaires à Paris et accuse le régime de Vichy, évoque la collaboration entre l'industrie française et l'industrie allemande, couvre en 1943 le deuxième anniversaire de la Légion des volontaires français contre le bolchevisme ou les bombardements de Paris par l'aviation alliée. En 1941, il interviewe Fernand de Brinon (en compagnie du directeur allemand du journal), qui vante la collaboration et l'Allemagne nazie. Il interviewe Pierre Laval en 1943. Il présente en octobre 1940 une exposition sur la franc-maçonnerie ; il affirme que ses « grands maîtres (étaient) soumis à la juiverie internationale ». En 1941, il exalte Alphonse de Châteaubriant et la collaboration, signe un article opposant la France de Vichy et celle d'avant la défaite à celle de Paris, qui a compris la nécessité de la collaboration, rend compte d'un ouvrage anticommuniste en soulignant les liens occultes « entre le capitalisme anglo-saxon et le bolchevisme », puis de l'exposition parisienne « Le Juif et la France » ; il souligne « l'hallucinant enjuivement » de la France depuis 1936,.
Il donne aussi un article à l'hebdomadaire littéraire Comœdia. En 1941, il écrit les commentaires du film documentaire Face au bolchevisme,. En 1943, il réalise avec Jean Coupan un documentaire, La machine à écrire l'histoire, sur la façon dont sont réalisées sous l'Occupation les actualités filmées dont il est le commentateur.
Après la Libération, il figure sur la « liste noire » du Comité national des écrivains (CNE) en 1944. Arrêté fin août 1944 et incarcéré pendant plusieurs mois à la prison de Fresnes, il n'est cependant pas condamné, malgré ses articles et sa participation à des actualités filmées de propagande à la gloire du maréchal Pétain. Il est libéré en juillet 1945, jugé et acquitté par la Cour de justice. En janvier 1946, il est cependant interdit de publication pendant deux ans par le Comité national des écrivains, la plus lourde sanction que le CNE ait le droit de prendre.

### L'après-guerre: un historien populaire
Il épouse le 19 juillet 1946 Julienne Carré. Directeur et fondateur en 1947 (ou 1948 ou 1949 selon les sources) de la collection « Présence de l'Histoire » chez Sfelt, puis chez Amiot-Dumont et enfin à la Librairie académique Perrin, André Castelot aime à se définir comme « homme de lettres et journaliste depuis 1935 ». En 1948, il publie un livre consacré à Louis XVII et à sa détention à la prison du Temple. Il écrit plus tard « c'est grâce à l'énigme du Temple que je suis devenu historien ou plutôt — car je préfère cette définition — écrivain d'Histoire et d'histoires ».
Il écrit dans de nombreux quotidiens et périodiques comme Carrefour, à partir de 1949, Paris-Presse-l'intransigeant, à partir de 1954 (avec Alain Decaux, pour une série sur l'histoire de Paris), Le Figaro, Midi libre, Historama, Jours de France, Point de vue-Images du monde, Historia ou encore L'Histoire magazine. Il écrit surtout dans sa résidence de campagne La Closerie de Port-Mort, dans l'Eure.
Il est l'auteur de plus de soixante-cinq biographies et études historiques sur les grandes figures de l'histoire, particulièrement celles des XVIe, XVIIIe et  XIXe siècles. Sa biographie de Napoléon II est la première à utiliser les lettres découvertes dans une malle cachée dans un grenier viennois (8 000 lettres) et adressées à l'impératrice Marie-Louise, seconde épouse de Napoléon Ier et mère de l'« Aiglon ». Dans cette biographie, il indique qu'il était présent le 15 décembre 1940 lors de la remise du corps de l'aiglon auprès du cercueil de son père Napoléon à Paris.
Il fit un travail de recherche considérable sur l'histoire du Premier Empire. Il s'est rendu sur tous les lieux de batailles et les capitales qui jalonnent le parcours de Napoléon, allant du Caire à Moscou ou les autorités soviétiques lui permirent de visiter la ville et les sites de Borodino (bataille de La Moskowa) et de la Bérézina ainsi que les sites des batailles d'Eylau et Friedland, territoires prussiens devenus soviétiques en 1945. Il est même allé avec le porte-hélicoptères Jeanne d'Arc de la Marine nationale sur l'île de Sainte-Hélène[réf. souhaitée].   
Aux côtés de son complice et ami, l'écrivain Alain Decaux, il fonde et produit à partir d'octobre 1951 l'émission radiophonique hebdomadaire de France Inter (à l'époque Paris Inter), La Tribune de l'Histoire, avec un succès d'écoute jamais démenti jusqu’à son arrêt en 1997.
À la télévision nationale, les deux auteurs présentent également, de 1956 à 1966, la série Énigmes puis La caméra explore le temps, émission réalisée par Stellio Lorenzi.
Il a aussi présenté une émission de télévision très populaire dans les années 70 intitulée "le calendrier de l'histoire" qui mettait en scène des évènements historiques survenus à la même date que le jour de l'émission.
Il écrit des spectacles « son et lumière », notamment pour Chambord et pour Compiègne, mais aussi à Athènes, à Villandry, aux îles de Lérins, à Coppet, à Tours, à Madrid, à Persépolis, Porto Rico, à Ajaccio, à Fontainebleau, aux Invalides, aux hospices de Beaune. Il présente en 1984 sur la scène du théâtre du Palais-Royal une évocation de « François Ier le Magnifique ». Il collabore aussi avec le metteur en scène et comédien Robert Hossein pour les spectacles Jésus était son nom et Je m'appelais Marie-Antoinette.
Il était membre du comité de soutien du mouvement L’Unité capétienne, à l'instar de Jean Dutourd, Marcel Jullian, Reynald Secher, Gonzague Saint Bris et Georges Bordonove.
Il meurt le 18 juillet 2004 à Neuilly-sur-Seine à 93 ans,. Il est inhumé aux côtés de son frère l'acteur Jacques Castelot au cimetière de Port-Mort dans l'Eure.

## Distinctions et postérité
- Officier de la Légion d'honneur[Quand ?],
- Commandeur de l'ordre national du Mérite,
- Commandeur de l'ordre des Arts et des Lettres,
- Commandeur de l'ordre de Léopold,
- Grand prix d’Histoire de l’Académie française, en 1984, pour l’ensemble de son œuvre.

Pour honorer sa mémoire, a été créé le prix d'histoire André-Castelot, récompensant un ouvrage de vulgarisation ou un roman historique.

## Publications
- Louis XVII : L’énigme résolue, Paris, Librairie académique Perrin, 1948.
- Le Secret de Madame Royale, SFELT, 1949[52].
- Philippe Égalité, le prince rouge, Paris, Librairie académique Perrin, 1951, ouvrage couronné par l'Académie française.
- Marie-Antoinette, Paris, Librairie académique Perrin, 1953, ouvrage couronné par l’Académie française.
- Les battements de cœur de l'histoire, Paris, Le livre contemporain, 1960.
- L'Aiglon : Napoléon II, Librairie académique Perrin, 1959, prix Richelieu 1959 et prix des Mille lecteurs 1967.
- Vers l'exil, Paris, Perrin, 1962.
- Joséphine, Paris, Perrin, 1965, prix du Plaisir de lire, destins hors séries de l'histoire 1966.
- La Belle histoire des vacances, Perrin, 1965.
- Drames et tragédies de l'Histoire, Perrin, 1966.
- Bonaparte, Paris, Librairie académique Perrin, 1967.
- Napoléon, Paris, Librairie académique Perrin, 1968.
- Napoléon et l'amour, Club de la Femme, 1968.
- La Duchesse de Berry ou la Mère persécutée, Paris, 1969.
- Napoléon III (2 volumes), Librairie Perrin, 1974, prix des Ambassadeurs.
- My Friend Lafayette - Mon Ami Washington, Paris, Perrin, 1975.
- Maximilien et Charlotte du Mexique : La Tragédie de l'ambition, Paris, Perrin, 1977.
- Talleyrand ou le Cynisme, Paris, Perrin, 1980.
- François Ier, Paris, Perrin, 1985.
- Henri IV, le passionné, Paris, Perrin, 1986, grand prix de la ville de Paris.
- La Révolution Française, Paris, Librairie académique Perrin, 1987.
- Charles X : La Fin d’un monde, Paris, Perrin, 1988.
- Madame du Barry, Paris, Perrin, 1989.
- Fouché, le double jeu, Paris, Perrin, 1990.
- La campagne de Russie 1812, Paris, Perrin, 1991.
- Napoléon raconté aux enfants, Paris, Perrin, 1992.
- Louis-Philippe, le méconnu, Paris, Perrin, 1993.
- La Reine Margot, Paris, Perrin, 1994.
- Marie de Médicis : Les Désordres de la passion, Paris, Perrin, 1995.
- Madame de Maintenon, la reine secrète, Paris, Perrin, 1996.
- Diane, Henri, Catherine : Le Triangle Royal, Paris, Perrin, 1997.
- Les Grandes Heures des cités et châteaux de la Loire, Paris, Perrin, 1997.
- Marie Louise, impératrice malgré elle, Librairie académique Perrin, Perrin, 1998.
- Napoléon et les femmes, Paris, Librairie académique Perrin, 1998.

## Filmographie
- 1964 : La Terreur et la Vertu : Danton - Robespierre de Stellio Lorenzi
- 1972 : épisode L'évasion du duc de Beaufort de la série télévisée Les Évasions célèbres.